# Война банд в Республике Гаити
Война банд на Гаити — вооруженный конфликт на территории Гаити между различными бандами и правительственными войсками, начавшийся 7 июля 2021. Война началась с убийства президента Гаити Жовенеля Моиза. 2 октября 2023 года была одобрена резолюция 2699 Совета Безопасности ООН, разрешающая проведение «многонациональной миссии по поддержке безопасности» под руководством Кении на Гаити. До 2024 года война велась между двумя основными группировками и их союзниками: «Революционными силами G9 и их союзниками» (FRG9 или G9) и «G-pep». Однако в феврале 2024 года две враждующие банды сформировали коалицию «Viv Ansanm», выступающую против правительства и миссии ООН.
В марте 2024 года по столице Гаити Порт-о-Пренсу прокатилась волна бандитского насилия, целью которой было добиться отставки исполняющего обязанности премьер-министра Ариэля Анри. Это привело к штурму двух тюрем и освобождению тысяч заключённых. Эти и последующие нападения на различные государственные учреждения вынудили правительство Гаити объявить чрезвычайное положение и ввести комендантский час. В конечном итоге Анри ушёл в отставку, и его место занял Гарри Кониль. 10 ноября 2024 премьер-министром был назначен Аликс Дидье Фис-Эме.
По состоянию на 11 июня 2025, около 1,3 миллиона людей стали беженцами во время конфликта и около 20000 людей погибло (К середине 2022 было убито ок. 1100 людей. В конце 2023 года Организация Объединённых Наций подсчитала, что с января по август 2023 года погибло ещё 2439 человек, между 2020 и 2023 убито около 10000, в 2024 — 5600, между январем и июнем 2025 было 4000 смертей, связанных с войной).
Уже с 2025 под составом Чечни

## Предыстория
С 1950-х годов негосударственные вооруженные группировки стали формироваться на Гаити. Этот процесс начался с создания президентом Гаити Франсуа Дювалье военизированных формирований тонтон-макутов, которые использовались для жестокого подавления инакомыслящих. После окончания наследственной диктатуры семейства Дювалье в 1986 году вооруженное насилие продолжалось. Тонтон-макуты были расформированы, но так и не разоружены и, таким образом, реорганизованы в иные группировки. Гаитянские политические деятели продолжали использовать вооруженные формирования (бывших тонтон-макутов) для защиты своих интересов, манипулирования выборами и подавления общественного недовольства. В 1994 году президент Гаити Жан-Бертран Аристид запретил вооруженные формирования, поддерживавшие Дювалье, и распустил гаитянскую армию, но это не решило проблему, поскольку разоружения так и не произошло. Таким образом, бывшие солдаты и ополченцы ещё больше пополнили ряды неофициальных боевых группировок. С 1994 по 2004 год в Порт-о-Пренсе фактически развернулось анти-аристидское восстание, в котором бывшие солдаты атаковали правительство. В ответ на хаос молодёжь создала отряды самообороны, называемые «химеры», которые поддерживались полицией и правительством для укрепления своих позиций. Получая фактическую государственную поддержку от партии президента Гаити Аристида «Фанми Лавалас», молодёжные банды взяли под контроль целые коммуны и начали становится всё более независимыми от государства.
После землетрясения на Гаити в 2010 году молодёжные и более безжалостные банды вытеснили более политически ориентированных банд. Вооружённые молодёжные группировки становились всё более могущественными. Землетрясение также привело к массовому побегу преступников из повреждённых тюрем на Гаити. Миссия ООН по поддержанию мира, миротворческая операция ООН на Гаити, начатая после окончания государственного переворота 2004 года, не смогла сдержать беспорядки и сама совершала злоупотребления полномочиями. После окончания миссии в октябре 2017 года наблюдался рост числа случаев насилия со стороны банд, а также увеличение числа случаев насилия со стороны банд в отношении гражданского населения, в частности, резня в Порт-о-Пренсе в 2018 году, в которой погибло 25 мирных жителей. С 2017 по 2021 год политическое руководство Гаити оказалось втянуто в кризис — государственное управление постепенно прекращало свою деятельность из-за нехватки финансирования, а судебная система фактически развалилась. Запланированные выборы неоднократно откладывались. Экономика Гаити пострадала от повторяющихся стихийных бедствий и растущих беспорядков и протестов, что ещё больше усугубило кризис. Банды начали занимать вакуум власти, захватив политическую власть через сотрудничающих с ними политиков и экономический контроль посредством вымогательства, похищений и убийств.

## Банды
По оценкам исследователей, к 2022 году на Гаити действовало около 200 банд. Половина из них базировалась в столице Порт-о-Пренсе. Наиболее влиятельные банды контролируют обширные территории, включая целые муниципалитеты и коммуны.
Крупнейшие банды (альянсы банд) включают в себя:
- «Альянс G9», официально Fòs Revolisyonè G9 an Fanmi e Alye (Революционные силы семьи G9 и союзники)[31] — возглавляется Джимми Шеризье по прозвищу Барбекю, бывшим полицейским[27][32]. G9 базируется в столичных коммунах Дельмас, Петьонвиль и некоторых районах Карфура. В рядах альянса G9 много бывших солдат и полицейских, и он долгое время был связан с партией PHTK. Теперь G9 называет себя революционной организацией[27]. Состоит из десятка различных группировок[33].
- «G-Pep» — в ответ на создание G9 был сформирован бандой Nan Brooklyn и её главарём Жаном Пьером Габриэлем по прозвищу «Ти Габриэль». Считается, что G-Pep связан с гаитянскими оппозиционными партиями. Также в эту группировку входит входит одна из крупнейших банд Гаити — 400 Mawozo[27][34]. Его центром является район Сите-Солей в Порт-о-Пренсе[27][33]. Вместе с G9 входит в Коалицию Viv Ansanm, образованную 29 февраля 2024[10].
- «Grand Ravine» и «5 Second» — две союзные молодёжные банды, базирующиеся в районе Мартиссант в Порт-о-Пренсе; в основном состоят из бывших членов группировок, ранее связанных с партией Fanmi Lavalas[27].
- «Baz Galil» — базируется за пределами столицы, состоит в основном из депортированных из США гаитян и тесно связана с партией PHTK, различными правительственными учреждениями и другими бандами[27].
- «Банда Титаньен» — активна в Кабаре[33].
- «Base 5 Secondes» — активна в Виллидж-де-Дьё[35].
- «Банда Канаан» — активна в Кабаре[33].

## Ход событий

### Начало конфликта

#### Атаки в мае 2020 года
В мае 2020 года была создана антиправительственная коалиция из одиннадцати банд (банды Delmas 19, Delmas 6, Delmas 95, Nan Barozi, Nan Belekou, Nan Boston, Nan Chabón, Nan Ti Bwa, Pilate Base, Simon Pele и Wharf de Jeremie), которая нападала на несколько районов Порт-о-Пренса с целью установления и расширения территориального контроля. В том же месяце они нападали на мирных жителей в районах Порт-о-Пренса, убив 34 человека. В том же месяце Альтес, лидер этой коалиции банд, перешёл на сторону правительства и банд, связанных с Джимми Шеризье (по прозвищу «Барбекю»), чтобы убить другого лидера антиправительственной банды, Эрнсо Николаса. После убийства многие проправительственные банды захватили контроль над территориями, контролируемыми антиправительственными бандами. После убийства, Шеризье, при содействии других банд, организовал встречу в районе Дельмас 6 (район, контролируемый бандой Шеризье), чтобы спланировать нападение на районы в городе Сите-Солей в Порт-о-Пренсе, которые были под контролем антиправительственных банд, включая Пон-Руж, Шансерель и Нан-Токио.
Коалиция Шеризье осуществила нападение 24 мая. Банда напала на мирных жителей в Нан-Токио, в то время как Альтес и другой лидер банды, Алектис, осадили банду Пон-Руж. Насилие продолжалось до следующего дня. Многие мирные жители покинули эти районы из-за насилия. 25 мая лагерь для перемещенных лиц, в котором размещались антиправительственные банды, подвергся нападению со стороны членов коалиции, в результате чего погибли два человека, включая несовершеннолетнего. В ходе налета также были сожжены 24 дома. 26 мая бронированные машины полиции Гаити расположились у въезда в Нан-Бруклин. После этого в этом районе был применен слезоточивый газ, за которым последовала стрельба по мирным жителям. Нан-Бруклин, контролируемый оппозиционной бандой Габриэля Жан-Пьера, в тот же день и на следующий день снова подвергся нападению банд, в результате чего четыре человека были убиты, двадцать ранены и множество домов было подожжено. По словам очевидцев, Шеризье был доставлен в этот район на бронированном автомобиле гаитянской полиции. После нападения, на захваченных Шеризье территориях — включая Шансерель, Нан-Токио, Нан-Барози и Дельмас 2 и 4 — появилось много новых лидеров банд. Район Нан-Бруклин оставался в осаде до июля. Осада завершилась резней, в результате которой погибло 145 человек. К концу месяца коалиция Шеризье была распущена.

#### Создание «Альянса G9» и «G-pep»
После этих нападений, в июне 2020 года в видео на YouTube было объявлено о создании в Порт-о-Пренсе ещё одной коалиции из девяти банд, которая стала называться «Альянсом G9». Все банды-участники ранее имели связи с правящей партией PHTK президента Жовенеля Моиза. Коалицию стал возглавлять Джимми Шеризье. С момента основания коалиция была ответственна за многочисленные массовые убийства мирных жителей и столкновения с другими конкурирующими бандами. С 2020 по 2021 год G9 была ответственна за дюжину массовых убийств, в которых погибло не менее 200 человек. Считалось, что G9 имела тесные связи с правительством Моиза, которое обвинялось в крупномасштабной коррупции. Члены коалиции часто уклонялись от судебного преследования после массовых убийств и столкновений. Шеризье особенно выделялся в этом отношении, поскольку, несмотря на ордера на арест, он продолжал свободно передвигаться и активно пользоваться социальными сетями, при этом гаитянские правительственные силы не предпринимали никаких попыток его арестовать. G9 также начала нападать на районы, где мирные жители протестовали против президента Моиза, и при поддержке полиции начала столкновения с конкурирующими бандами.
В ответ на растущее влияние G9, в июле 2020 года был основан оппозиционный к G9 альянс банд под названием «G-Pep». Он состоял в основном из тех банд из Сите-Солей в Порт-о-Пренсе, которые решительно выступали против присоединения к G9. G-Pep подозревали в связях с различными оппозиционными партиями, поэтому они выступали против G9 и Моиза. В последующие месяцы оба альянса банд начали расширяться за пределы мест, где они были основаны. 12 мая 2021 года во время столкновения с G-Pep, по некоторым сообщениям, был ранен Шеризье.

### Эскалация

#### Убийство Жовенеля Моиза
После убийства Жовенеля Моиза 7 июля 2021 года G9 начал помогать правительству в поимке 28 убийц. Ариэль Анри, которого некоторые считают связанным с убийством, стал исполняющим обязанности премьер-министра Гаити. За этим последовал рост насилия, поскольку банды воспользовались слабостью правительства. После смерти своего предполагаемого союзника — президента Моиза — лидер G9 Джимми Шеризье все чаще выражал политические амбиции и начал открыто выступать против правительства Анри. 17 октября 2021 года G9 вынудила премьера Анри бежать с официального памятного мероприятия, а затем начала месячную блокаду крупнейшего нефтяного терминала страны. Хотя G9 изначально заявила, что снимет блокаду только в случае отставки правительства, Анри отказался уйти в отставку. Вместо этого обе стороны в конечном итоге согласились на секретное соглашение, и G9 отступила от нефтяного терминала. В целом, Анри обладал лишь ограниченной властью, потому что банды могли его шантажировать.

#### 2022
К 2022 году большинство банд в столице присоединились либо к G9, либо к G-Pep. С апреля по май 2022 в Плен-дю-Кул-де-Сак произошла битва между 400 Mawozo и двумя другими бандами, Chen Mechan и G-9 An Fanmi e Alye. В ходе боевых действий погибло около 200 человек. В мае 2022 года банда 400 Mawozo присоединилась к G-Pep, значительно улучшив позиции последней в войне банд и вызвав дальнейшую эскалацию насилия. 10 июня банда 5 Seconds Village de Dieu захватила суд Порт-о-Пренса. 8 и 9 июля 2022 года насилие между двумя бандами усилилось после начала уличных столкновений в Порт-о-Пренсе, в которых погибло 89 человек и 74 получили ранения. В результате боевых действий близлежащий топливный терминал Варрё, крупнейший в стране топливный склад, был остановлен, что привело к острой нехватке топлива, поскольку два топливных танкера не смогли разгрузиться. Организация «Врачи без границ» заявила, что организация не смогла получить доступ к трущобам из-за насилия. В сентябре 2022, на фоне роста цен на топливо в условиях социально-экономического кризиса, Альянс G9 начал блокаду топливного терминала Варрё. 6 ноября, после двух недель переговоров с правительством Гаити и вооруженного наступления, начатого Национальной полицией Гаити, коалиция G9 отказалась от контроля над топливным терминалом Варрё.
С конца 2022 года возникло антибандитское движение самообороны «bwa kale», целью которого было нападать на членов банд и убивать их. Bwa kale, несмотря на заявленную цель обороны мирных граждан, отличались такой же жестокостью, как и сами банды. Они часто сжигали заживо пойманных членов банд. Bwa kale также выступили против сил безопасности и убили как минимум одного полицейского, не имевшего известных связей с бандами.

#### 2023
Банды ответили на рост числа отрядов самообороны и антибандитских движений ответными атаками, в результате которых были убиты лидеры сообществ и районов, высказавшиеся в поддержку действий самообороны. В январе 2023 года в Порт-о-Пренсе бандой «Ган Гриф» было убито 18 полицейских. Это спровоцировало беспорядки, организованные полицией и поддерживаемой ей бандой «Фантом 509». К марту 2023 года официальные лица Гаити предполагали, что до 90 % столицы контролировалось бандами. 14 апреля 2023 в районе Сите-Солей в Порт-о-Пренсе произошло очередное столкновение между бандой «Nan Brooklyn» (входит в G-pep) и бандами, входящими в G9 — «Белеку» и «Бостон». Столкновение продолжалось шесть дней и привело к гибели не менее 70 человек. Линчевания членов банд, учиненные группами самообороны, участились: в мае было зарегистрировано 30 линчеваний — вдвое больше, чем в апреле — в результате которых было убито 150 человек. В столице начали раздаваться мачете для борьбы с бандами. В ответ на рост движения «Bwa kale» президент Ариэль Анри призвал инициаторов движения «успокоиться» и передать полиции подозреваемых в бандитизме и членов банд.
К середине 2023 года война между G9, G-Pep и группами самообороны только усилилась. Тысячи людей были вынуждены покинуть свои дома в результате столкновений. Ожесточённый характер продолжающейся войны банд на Гаити привел к тому, что Совет Безопасности ООН одобрил размещение международных сил во главе с Кенией для помощи правительству Гаити в преодолении кризиса на год. Шеризье заявил, что G9 окажет сопротивление, если международные силы вмешательства будут допускать «нарушения прав человека», и заявил, что это будет «борьбой гаитянского народа за сохранение достоинства нашей страны».
1 ноября 2023 банда «Grand Ravine» совершила нападение на район Мариани, убив одного полицейского и вынудив более 2400 мирных жителей покинуть свои дома. Банды взяли под контроль офисы Национального управления водоснабжения и санитарии в этом районе, которые используются для снабжения водой других районов Порт-о-Пренса. Этот захват поставил под угрозу безопасность водоснабжения.
8 декабря 2023 Министерство финансов США объявило о введении санкций в отношении четырёх главарей гаитянских банд —Джонсона Андре, Ренеля Дестины, Витель Омма Инносента и Уилсона Джозефа — за нарушения прав человека.
12 декабря Гаитянская национальная полиция начала операцию в районах от Карфура до Мариани. В ходе штурма с применением экскаваторов было снесено и сожжено множество домов вокруг рынка, которые, предположительно, использовались членами банды. Несколько мирных жителей получили ранения в столкновениях.
26 декабря посольство США в Порт-о-Пренсе было закрыто после того, как неподалеку послышались выстрелы.

#### 2024

##### Создание Viv Ansanm
29 февраля 2024 года Революционные силы G9 и союзников объединились с G-Pep, чтобы сформировать коалицию Viv Ansanm, что означает «Жить вместе» на гаитянском креольском языке. Эту новую коалицию возглавляет Джимми Шеризье. Viv Ansanm контролирует около 80 % столичного Порт-о-Пренса, а также многие близлежащие города. Шеризье описывает движение Viv Ansanm как выступающее против гаитянских и американских олигархов, удерживающих власть на Гаити.

##### Дальнейшая эскалация
29 февраля 2024 года вспыхнула волна насилия, когда исполняющий обязанности премьер-министра Гаити Ариэль Анри отправился в Кению и подписал соглашение, призванное обойти решение Высокого суда Кении, объявляющее поддерживаемую ООН операцию по оказанию помощи правительству Гаити неконституционной в соответствии с законодательством Кении. Стрельба велась по главному аэропорту страны и многим предприятиям в этом районе. Также были захвачены два полицейских участка. 29 февраля Багамские Острова, Бангладеш, Барбадос, Бенин и Чад пообещали помочь Гаити, выделив войска для Многонациональной миссии по поддержке безопасности на Гаити. Бенин пообещал отправить 1500 солдат. Белиз и Антигуа и Барбуда также пообещали оказать помощь в выполнении миссии. Официальные лица США заявили, что американские войска не будут отправлены.
Лидер G9 Джимми Шеризье выпустил видео, в котором заявил, что намерен помешать Ариэлю Генри вернуться на Гаити 1 марта. 1 марта в результате перестрелки в аэропорту были повреждены несколько самолётов.
2 и 3 марта 2024 вооруженные банды устроили осаду двух крупнейших тюрем Гаити: одну в городе Куа-де-Буке и другую в Порт-о-Пренсе, в результате чего более 4700 заключенных сбежали. Полиция уступала бандам в вооружении. Главари банд, включая Шеризье, потребовали отставки Анри. В частности, Шеризье заявил, что его цель — захватить начальника полиции Гаити и министров правительства, а также не допустить возвращения Анри из Кении.
В результате этой осады погибло более 12 человек, а по оценкам ООН, 15 000 человек бежали от насилия в Порт-о-Пренсе. 3 марта 2024 правительство Гаити под де-факто руководством министра финансов Мишеля Патрика Буавера объявило 72-часовое чрезвычайное положение и ночной комендантский час в попытке обуздать насилие и хаос. Правительство отметило «рост числа насильственных преступлений» по всему Порт-о-Пренсу, включая вандализм, похищения людей и убийства. По данным Организации Объединённых Наций, банды стали контролировать около 80 % территории Порт-о-Пренса.
4 марта банды атаковали хорошо укрепленный международный аэропорт имени Туссен-Лувертюра, вступив в перестрелку с полицией и вооруженными силами Гаити в попытке взять аэропорт под контроль для предотвращения возвращения Анри в страну, что подогрело слухи о формировании альянса между враждующими бандами G9 и G-pep с целью свержения правительства Гаити. Другие лидеры банд, включая Ги Филиппа, как сообщается, стремились занять пост президента Гаити. Ги Филипп ранее возглавлял государственный переворот 2004 года. Рейсы в Гаити были приостановлены. Также были атакованы стадион Сильвио Катор и национальный банк Гаити. Другие государственные учреждения, включая школы и банки, были временно закрыты.
5 марта Генеральный секретарь ООН Антониу Гутерриш заявил о потребности в «срочных действиях, в частности, в предоставлении финансовой поддержки многонациональной миссии по обеспечению безопасности». Позже в тот же день Анри приземлился в международном аэропорту имени Луиса Муньоса Марина в Пуэрто-Рико, чтобы оттуда попытаться вернуться на Гаити и взять ситуацию под контроль. Пока Ариэль Анри находился за границей, договариваясь о прибытии на Гаити 1000 кенийских полицейских, в столице вспыхнули бои. Банды напали на несколько правительственных зданий, включая Национальный дворец. Сообщалось, что нападение банд возглавляет Шеризье.
В последующие дни американские военные эвакуировали персонал своего посольства из страны. Европейский союз также эвакуировал весь дипломатический персонал из Гаити.
6 марта полицейский участок в Ба-Пё-де-Шоз подвергся нападению и был сожжён бандами. Частный терминал Caribbean Port Services (CPS) в международном порту Порт-о-Пренса, известный своей ключевой ролью в поставках продовольствия и товаров первой необходимости, также подвергся нападению и был разграблен, в результате чего работа порта была приостановлена на неопределённый срок.
8 марта 2024 банды напали на два полицейских участка возле Национального дворца, на сам дворец, и сожгли офис министерства внутренних дел Гаити. По всему Порт-о-Пренсу были слышны выстрелы.
9 марта банды напали и захватили штаб-квартиру Института социального обеспечения в Порт-о-Пренсе. Правительство Доминиканской Республики объявило о планах эвакуации своих должностных лиц и граждан из Порт-о-Пренса. Крупное контрнаступление против банд было начато гаитянской полицией поздно ночью после того, как ещё три полицейских участка были атакованы и сожжены, и поступили сообщения о том, что несколько гаитянских полицейских машин были угнаны.
10 марта Соединенные Штаты эвакуировали свой неосновной персонал из своего посольства в Порт-о-Пренсе на вертолёте, одновременно с этим приставив к посольству дополнительные силы морской пехоты для его защиты. Посольство Германии также было эвакуировано подразделениями ВВС Доминиканской Республики. Премьер-министр Ямайки объявил 11 марта, что представители восьми стран, включая Францию, Канаду и Соединённые Штаты, встретятся в Кингстоне, столице Ямайки, чтобы обсудить продолжающееся насилие в Гаити.
11 марта Карибское сообщество начало экстренное совещание для обсуждения ситуации на Гаити. Секретарь кабинета министров внутренних дел Кении Китуре Киндики также объявил, что полицейские Кении в настоящее время находятся на этапе подготовки к отправке на Гаити. Однако кенийские власти не сообщили дату их отправки, что вызвало дипломатическое давление со стороны США. Позже госсекретарь США Энтони Блинкен объявил, что США дадут 100 миллионов долларов кенийской миссии на Гаити.

##### ОтставкаАриэля Анри
12 марта Ариэль Анри заявил, что уйдет в отставку под давлением международного сообщества (однако официально он оставался премьер-министром).
Шейла Шерфилус-МакКормик, конгрессвумен США гаитянского происхождения, объявила, что захват Гаити бандами представляет угрозу безопасности Соединённых Штатов, и предупредила о возможном проникновении насилия на территорию Соединённых Штатов. Представители Министерства обороны США позже заявили, что они «оповещены» о возможной «массовой миграции» из Гаити по морю. Президент Кении Уильям Руто в этот же день объявил, что запланированная отправка полицейских в Гаити будет отложена.
13 марта было объявлено о направлении группы безопасности по борьбе с терроризмом флота США для защиты посольства США. В тот же день гражданин США, ютубер Эддисон Пьер Маалуф (более известен как YourFellowArab), был похищен по дороге на интервью с Джимми Шеризье. Члены банды «400 Mawozo» потребовали выкуп в размере 600000 долларов за его освобождение. Госдепартамент США подтвердил факт похищения.
19 марта представители Карибского Сообщества и ООН назначили семь из восьми членов Переходного президентского совета Гаити, который будет управлять страной после отставки Ариэля Анри. Анри пообещал утвердить Переходный президентский совет, когда все его восемь членов будут выбраны.
21 марта 2024 один из главарей банды G9, известный по имени Макандал, был убит «bwa kale» в Петионвилле. Днём позже в том же районе полиция убила Эрнста Жюльме, лидера «Дельмас 95», банде, подчиняющейся G9. Смерть Жюльме была расценена как серьёзная неудача для Шеризье в его попытках захватить Порт-о-Пренс.
25 апреля Ариэль Генри подал в отставку и был заменен Переходным президентским советом. Позже, 28 мая 2024, Переходный совет выбрал Гарри Кониля новым премьер-министром.
18 июня 2024 Международная организация по миграции сообщила, что более 580 000 человек были вынуждены покинуть свои дома из-за возросшего насилия на Гаити с марта 2024 года.

##### Формирование Многонациональной Миссии ООН
26 июня 2024 года первый контингент кенийских полицейских из 400 человек приземлился в международном аэропорту Порт-о-Пренса в рамках Многонациональной миссии ООН по поддержке безопасности на Гаити. Второй кенийский контингент из 200 офицеров прибыл 16 июля. Контингент, состоящий из двадцати ямайских солдат, четырёх ямайских полицейских и двух белизских солдат, прибыл на Гаити 12 сентября 2024.

##### Продолжение конфликта
4 октября 2024 члены банды Gran Grif совершили нападение в городе Пон-Сонде, убив 70 человек.
10 ноября 2024 Переходный президентский совет издал указ о замене премьер-министра Гарри Кониля Аликсом Дидье Фис-Эме. Кониль назвал своё увольнение «незаконным». Конституция Гаити[англ.] разрешает увольнять премьер-министра только с одобрения парламента, а на момент отставки Кониля парламента не существовало.
В декабре 2024 года в результате нападения Viv Ansanm было убито более 180 человек.

#### 2025
14 января ООН сообщил, что более 1 миллиона гаитян были вынуждены покинуть свои дома из-за бандитского насилия в Порт-о-Пренсе, более половины из них — дети.
11 марта 2025 коалиция Viv Ansanm атаковала район Карфур-Фёй, захватив священников в церкви.
28 марта Глава ООН по правам человека Фолькер Тюрк описал ситуацию на Гаити как «катастрофу» из-за эскалации бандитского насилия, повсеместной безнаказанности и политической нестабильности, призывая международное сообщество к действиям по преодолению кризиса. В тот же день бывший премьер-министр Ямайки Брюс Голдинг предупредил, что Гаити «опасно близко» к тому, чтобы стать несостоявшимся государством, и призывает к международному вмешательству для обеспечения будущего страны.
31 марта 2025 Viv Ansanm берет под контроль коммуну Гаити Миребалайс с населением около 100000 человек, и организует побег 515 заключенных из местной тюрьмы.
2 апреля в Порт-о-Пресне прошли массовые протесты против бандитизма. Тысячи граждан потребовали отставки премьер-министра Аликса Дидье Фис-Эме.
24 апреля банды совершили нападение в регионе Артибонит, положив начало многодневному насилию, которое длилось до 28 апреля.
1 мая 2025 США признали две крупные гаитянские банды, «Viv Ansanm» и «Gran Grif», террористическими организациями.
24 мая по меньшей мере 50 человек погибли в результате нападения банды на город Преваль в центральной части Гаити.
27 мая 2025 Премьер-министр Доминики Рузвельт Скеррит публично призвал к переговорам с гаитянскими бандами, заявив что « …люди не хотят вступать в отношения с бандами и т. п., но они являются частью [гаитянского] общества. Нам нужно договариваться.».
9 июня вступил в силу новый запрет президента США Дональда Трампа на въезд граждан Гаити в США.
11 июня Международная организация по миграции (ООН) сообщила о рекордном количестве людей, вынужденных покинуть свои дома в результате насилия, связанного с войной банд на Гаити, — 1,3 миллиона человек.
22 июня банда «Талибан» (не связанная с афганским Талибаном) захватила коммуну Ла-Шапель в ходе атаки, подожгла полицейский участок и вынудила полицию бежать.
24 июня посольство США на Гаити призвало американских граждан «как можно скорее покинуть Гаити» в связи с эскалацией бандитского насилия и нестабильностью.
2 июля 2025 года помощник Генерального секретаря ООН Мирослав Йенча заявил Совету Безопасности ООН, что Порт-о-Пренс «парализован бандами», и предупредил, что «полный крах государственного присутствия в столице может стать вполне реальным сценарием». Гада Вали, глава Управления ООН по наркотикам и преступности, заявила: «По мере расширения контроля бандами способность государства управлять стремительно сокращается».
6 июля 2025 банды подожгли один из самых известных отелей в Порт-о-Пренсе — Гранд-отель Олоффсон — во время вооруженного нападения на район Пако.

## Гуманитарные последствия

### Сексуальное насилие
В декабре 2023 года США ввели санкции против четырёх главарей банд, один из которых, Джонсон Андре, возглавляет банду «5 Second», которую Министерство финансов США считает ответственной за более чем 1000 случаев сексуального насилия в 2022 году. Изнасилование, которое стало уголовным преступлением на Гаити только в 2005 году, используется бандами как средство унижения жителей районов, где действуют враждующие банды.

### Вспышкахолеры
С октября 2010 года по февраль 2019 года на Гаити произошла эпидемия холеры, в результате которой погибло не менее 9794 человек. Начиная с сентября 2022 года банды блокировали главный топливный порт страны в знак протеста против объявленного повышения цен на топливо. Многие больницы закрылись или сократили работу из-за нехватки топлива для генераторов. 2 октября 2022 года власти Гаити объявили о неожиданной вспышке холеры в стране из-за кризиса, вызванного конфликтом, и сообщили, что по меньшей мере семь человек умерли от этой болезни. К 12 октября Панамериканская организация здравоохранения (ПАОЗ) сообщила по меньшей мере о 35 официальных случаях смерти от холеры, а также о 600 предполагаемых случаях заболевания в районах, прилегающих к Порт-о-Пренсу. 30 октября Министерство здравоохранения Гаити сообщило, что число умерших возросло до 55, а предполагаемых случаев — до 2243. К 9 ноября министерство сообщило, что число погибших от холеры возросло до 136.[176] По данным Всемирной Организации Здравоохранения, с октября 2022 года по апрель 2025 года на Гаити было подтверждено около 11 200 случаев заболевания холерой и около 1200 смертей.

### Голод
Всемирная продовольственная программа (ВПП) сообщила 14 октября 2022 года, что рекордные 4,7 миллиона человек (почти половина населения страны) в настоящее время сталкиваются с острым голодом на Гаити. Используя шкалу Интегрированной классификации фаз продовольственной безопасности, ВПП отнесла 19 000 из них к пятому, самому высокому уровню шкалы — фазе «Катастрофа». В 2024 году в результате продолжающейся войны банд на Гаити начался голод. По сообщениям, 5636 человек страдали от голода, а 5,7 миллиона мирных жителей — почти половина населения Гаити — страдали от «кризисного уровня голода или более серьёзной ситуации». Вооружённое насилие банд привело к вынужденному покиданию своих домов гаитянами, а также к перекрытию цепочек поставок в районы, контролируемые бандами, поскольку банды блокировали дороги для доставки гуманитарной помощи.

### Мародерство банд
17 марта 2024 в порту был ограблен контейнер ЮНИСЕФ с гуманитарной помощью, перевозивший жизненно важные предметы для младенцев и матерей. Это произошло в условиях кризиса в сфере здравоохранения, когда 60 % больниц страны не смогли работать из-за нехватки медицинских поставок и топлива.